# Lewis H. Morgan
Lewis Henry Morgan (1818-1881); là nhà lý luận xã hội học, nhà nhân chủng học người Mỹ, một nhà lý luận và lớn nhất trong lĩnh vực khoa học xã hội của thế kỷ XIX ở Mỹ. Lewis Henry Morgan sinh ngày 21 tháng 11 năm 1818 ở Aurora, New York, Hoa Kỳ. Năm 1840, tốt nghiệp Đại học Union College, Hoa Kỳ. Ông mất ngày 17 tháng 12 năm 1881.